# Koarktace aorty

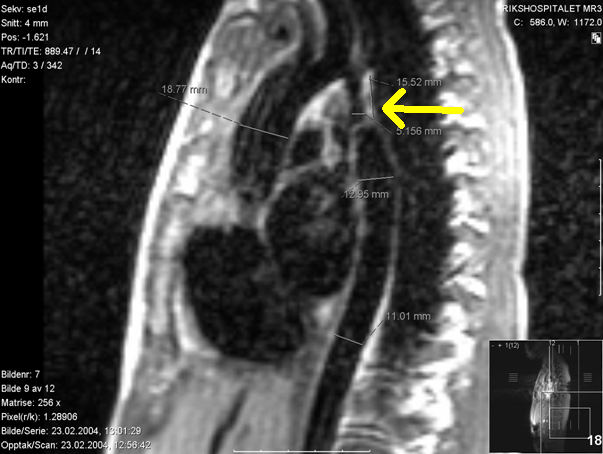
Koarktace aorty

Koarktace aorty je vrozená vada představující zúžení aorty nejčastěji v oblasti Botallovy dučeje.
Koarktace aorty představuje asi 5-8 procent vrozených srdečních vad, s dvojnásobným výskytem u chlapců než u dívek, častá je však u dívek s Turnerovým syndromem. Koarktace se často objevuje společně s dalšími vadami srdce.
Kvůli zúžení aorty po odstupu tepen zásobujících hlavu a horní končetiny dochází u postiženého dítěte ke snížení tlaku a zhoršenému prokrvení břišních orgánů a dolních končetin, naopak horní polovina těla je zásobena pod vysokým krevním tlakem. Koarktace aorty je tedy hlavním důvodem tzv. kardiálního původu sekundární hypertenze.
Projevy onemocnění závisí na zachovaném průsvitu aorty, kompenzačním zachování částí fetálního oběhu a později na vzniku kolaterálního řečiště. Mírnější varianty této vady mohou být zjištěny náhodně až v dospělosti.